# Young Buck

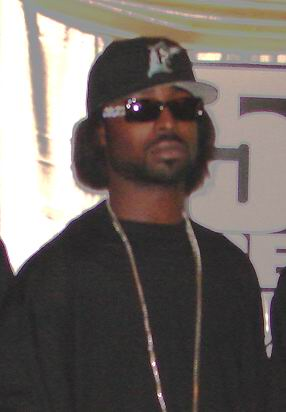
Young Buck, 2006

Young Buck, född 15 mars 1981 i Nashville, Tennessee som David Brown, är en amerikansk rappare, tidigare medlem i hiphop-gruppen G-Unit. Han debuterade som soloartist 2004 med albumet Straight Outta Cashville. 

## Tidigare liv
Young Buck började rappa vid 12-årsåldern, och spelade in sin första låt i en studio när han var 14 år. Efter att ha gått ut högskolan spelade Young Buck in låtar med hjälp av skivbolaget Cash Money Crew. Juvenile var också med i skivbolaget Cash Money Crew men båda lämnade skivbolaget. Young Buck fick UTP Records som sitt skivbolag och de hjälpte honom med hans låtar. Medan Buck fick UTP Records som sitt skivbolag försökte Juvenile få Suge Knight att hjälpa honom med hans låtar. Senare blev Young Buck medlem i rapgruppen som han lämnade för G-Unit. Som han återvände till 2014 och släppte singeln "Nah I'm Talking Bout".

## Diskografi
- 2004 – Straight Outta Cashville
- 2006 – Buck the World
- 2007 – They Don't Bother Me
- 2008 – Product of the South
- 2009 – The Cashville Takeover
- 2009 – Back On My Buck Shit
- 2010 – BACK IN THE BOOTH